# Шкурат Оксана Юріївна
Шкурат Оксана Юріївна (нар. 30 липня 1993, м. Суми) — українська легкоатлетка, учасниця Олімпійських ігор у Бразилії 2016 року, майстер спорту України міжнародного класу. Членкиня національної збірної команди України з 2014 року. 

## Спортивна кар'єра
Народилася 30 липня 1993 року у м.Суми. Вихованка СДЮСШОР Володимира Голубничого. Тренується у родини тренерів Сердюченків — Олексія Олександровича та Олени Іванівни.
У 2008 стала Чемпіонкою України серед дівчат на дистації 100м. У 2010 виконала норматив Кандидата у Майстри спорту. У 2012 виборола срібну медаль Чемпіонату України серед юніорів на дистанції 100 м з бар'єрами. У 2013 виконала норматив Майстра спорту України. У 2014 стала Чемпіонкою України серед молоді та потрапила до складу штатної збірної комнади України.
Багаторазова призерка чемпіонатів та Кубків України. Рекордсменка області з бігу на 60 та 100 метрів з бар'єрами.
У серпні 2016 року на змаганнях у Словенії отримала серйозну травму коліна. У 2019 році після тривалої реабілітації повернулася на доріжку та на п'єдастал національного чемпіонату. Виборола бронзову нагороду на The Balkan Athletics Championships or Balkan Games.

## Олімпіада
Вперше взяла участь у Олімпійських іграх у 2016 році у Бразилії. Вона виступала 16 серпня у бігу на 100 метрів з бар'єрами. З результатом 13.22 вона зайняла 35-те місце.